# Pneumia nubila
Pneumia nubila is een muggensoort uit de familie van de motmuggen (Psychodidae) . De wetenschappelijke naam van de soort is voor het eerst geldig gepubliceerd in 1818 door J.W. Meigen. De mannetjes van deze soort hebben kenmerkende uitsteeksels voorop hun kop als enige van de Europese motmuggen. Deze uitsteeksels zijn deels wit en deels zwart. De antennes zijn van onderen wit en van boven zwart behaard.

## Foto's

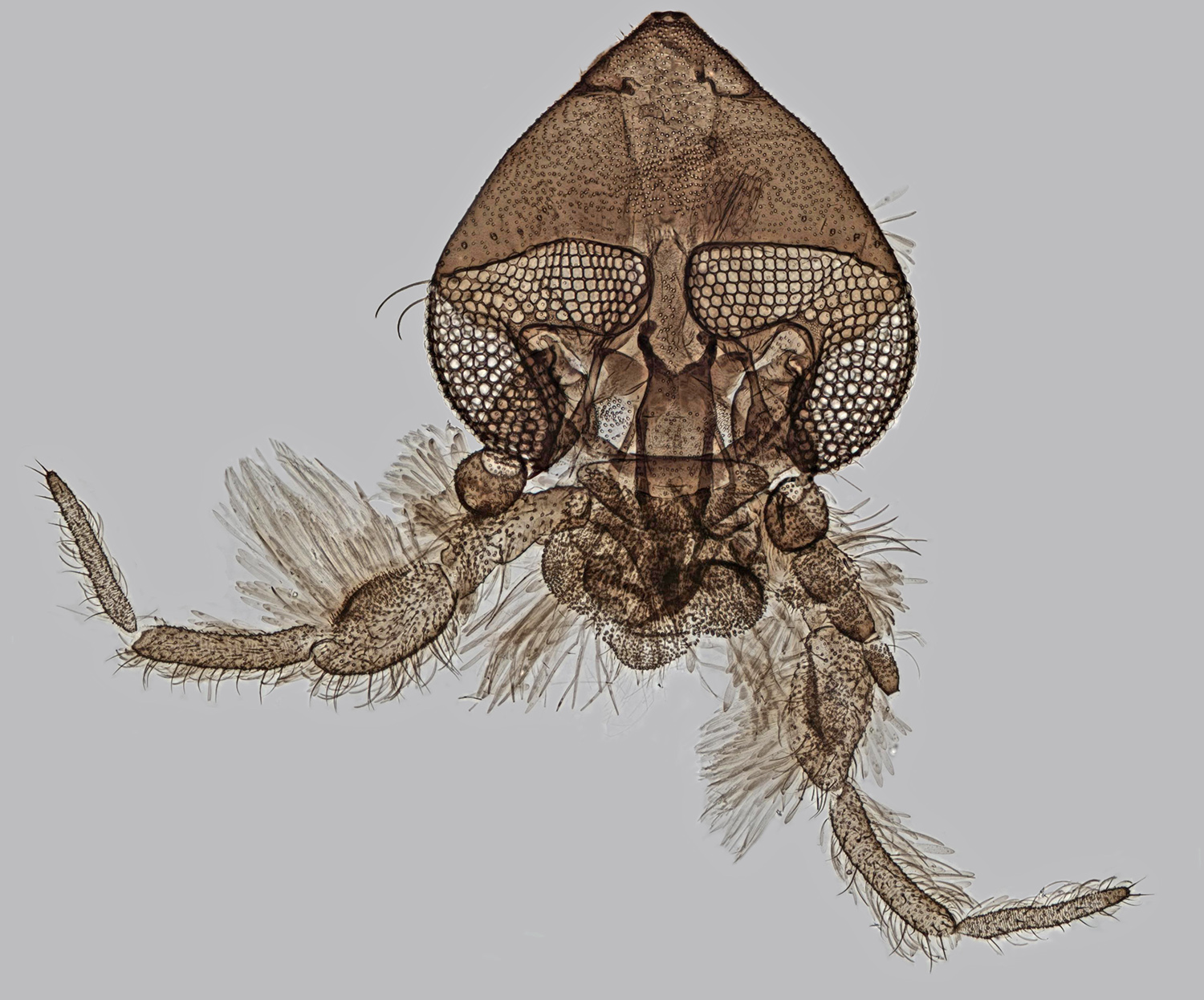
Kop
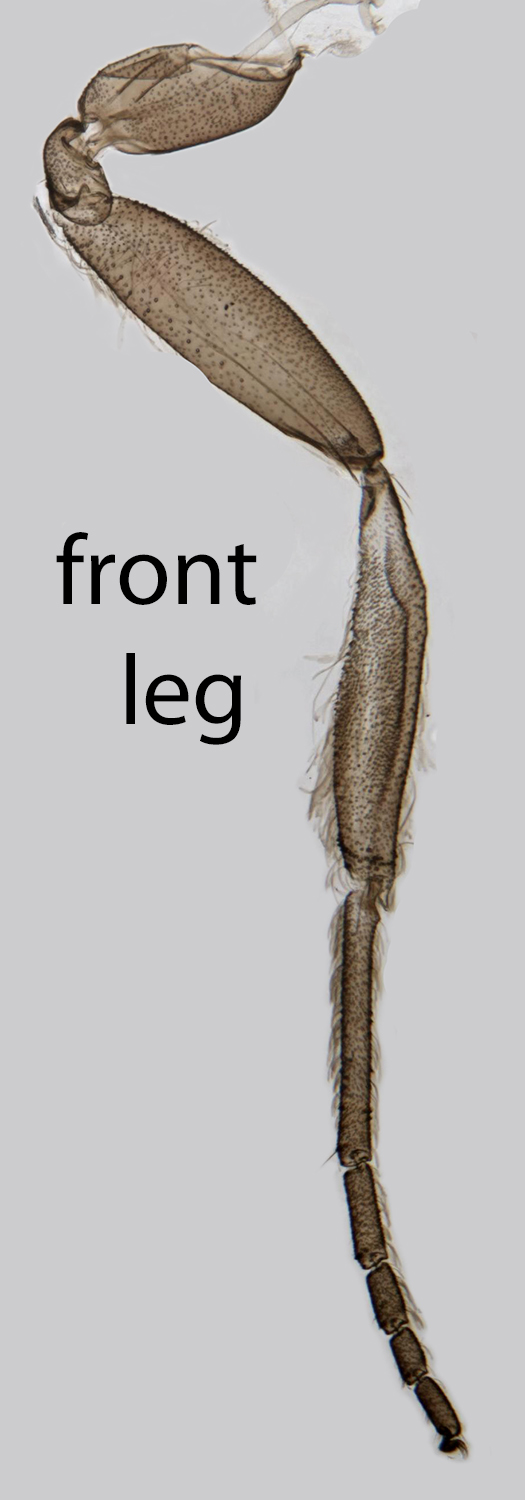
Voorpoot
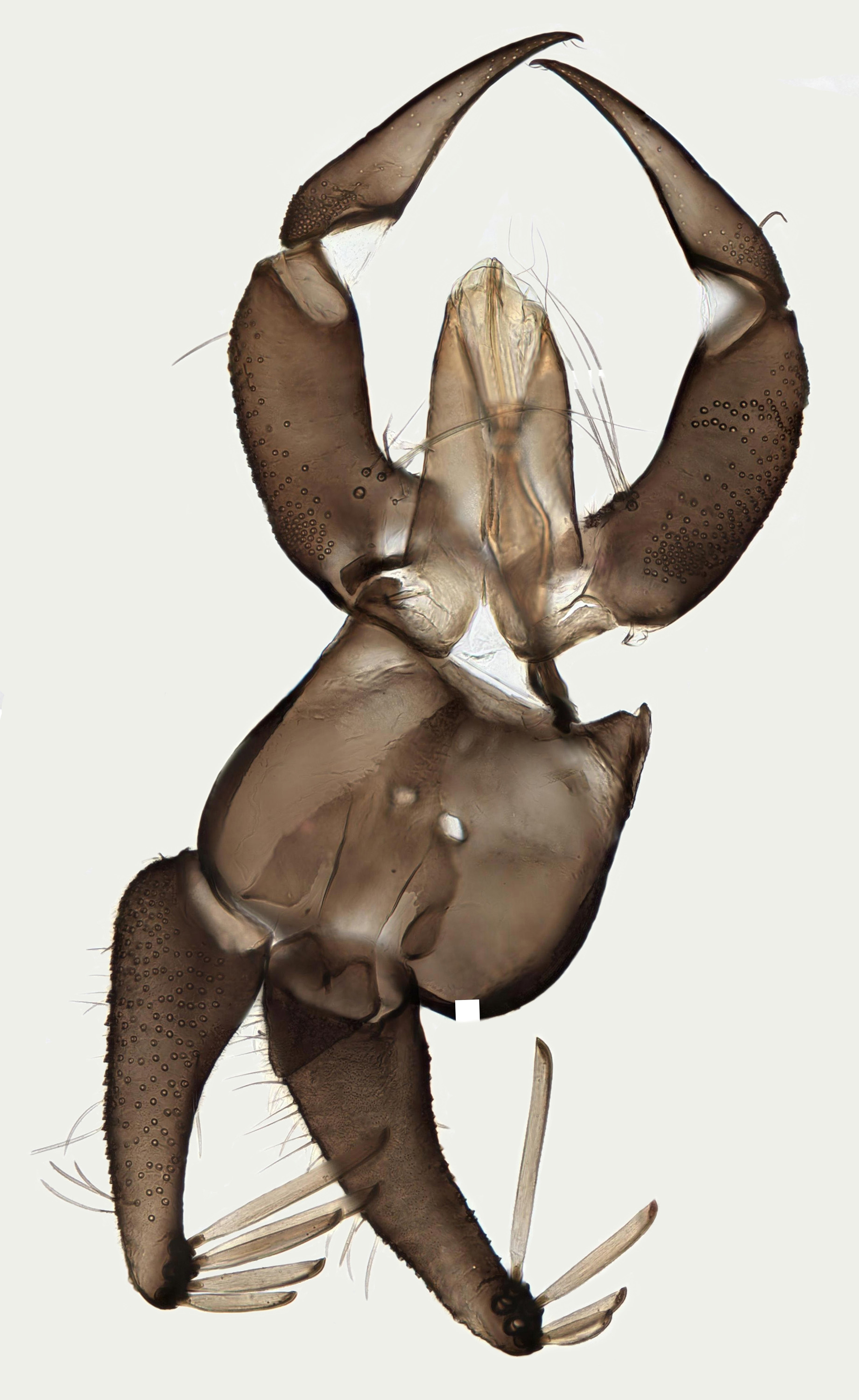
Genetalia